# 3745 Petaev
3745 Petaev è un asteroide della fascia principale. Scoperto nel 1949, presenta un'orbita caratterizzata da un semiasse maggiore pari a 2,4306455 UA e da un'eccentricità di 0,2474306, inclinata di 9,02050° rispetto all'eclittica.